# 樋口亮介
樋口 亮介（ひぐち りょうすけ、1979年 - ）は、日本の法学者（刑法）。東京大学大学院法学政治学研究科教授。指導教官は山口厚。
大阪府出身。血液型はB型。

## 経歴
1998年大阪星光学院高等学校卒業。2001年司法試験合格。2002年東京大学法学部卒業、東京大学大学院法学政治学研究科助手。2005年東京大学大学院法学政治学研究科助教授、2007年同准教授、2018年同教授。

## 主要研究業績
- 「法人処罰と刑法理論」（法学協会雑誌123巻3号・4号、2006年）
- 「法人処罰と刑法理論」（刑法雑誌46巻2号、2007年）
- 「オーストラリアの法人処罰」（甲斐克則・田口守一編『企業活動と刑事規制の国際動向』、信山社、2008年）
- 『法人処罰と刑法理論』（東京大学出版会、2009年）